# Чикаани (Кварельский муниципалитет)
Чикаани (груз. ჭიკაანი) — село в Грузии. Находится в восточной Грузии, в Кварельском муниципалитете края Кахетия.
Расположено в Алазанской долине, на левой стороне реки Алазани, на высоте 300 метров над уровнем моря в 16 километрах от города Кварели.

## История
В советское время в селе действовал колхоз села Чикаани Кварельского района. В этом колхозе трудился Герой Социалистического Труда Александр Сардионович Джихвадзе.

## Население
По результатам переписи 2014 года в селе проживало 1928 человека.

## Социальная инфраструктура
Ближайшая железнодорожная станция — в 20 километрах. С 2001 года работает винзавод «Кварельский погреб».

## Достопримечательности
В Чикаани находится памятник грузинской архитектуры XVI—XVII вв. — церковь святого Фомы.